# Elbio Fernández
Elbio Fernández Eulacio (Montevideo, 18 de julio de 1842 - Montevideo, 17 de junio de 1869) fue un abogado, periodista, magistrado y educador uruguayo. Cofundador junto con José Pedro Varela y otros de la Sociedad de Amigos de la Educación Popular que defendía la laicidad de la educación.

## Biografía
Sus padres, Justo Fernández y Antonia Eulacio, pertenecían a la naciente clase media montevideana, y procuraron para su hijo la mejor educación que podía impartirse en aquellos años. Casado con Dolores Algorta Villademoros.
Recibió el grado de Bachiller en Ciencias y Letras en la Universidad de la República el 26 de agosto de 1863, de manos del Rector Fermín Ferreira. Apenas recibido realizó tareas de redactor en El Siglo, diario cuya circulación fue prohibida por el gobierno de Bernardo Prudencio Berro el 22 de agosto de 1863. Reabierto en 1865, durante la presidencia de Venancio Flores, volvió a trabajar allí como Director.
«Rígido en moral, ultra liberal en religión y en política, era una mente sólida, admirablemente buen equilibrada», dijo de él Julio Herrera y Obes cincuenta años más tarde.
Vinculado al Partido Colorado, secundó el movimiento del general Flores, aunque no fue un portavoz acrítico de su dictadura (1865-1868). Por el contrario, entre el joven abogado, liberal y masón (había ingresado en la logia “Caridad”) y el autoritario caudillo que había proclamado la nueva “Cruzada Libertadora” se fue abriendo un abismo. Elbio Fernández fue un durísimo crítico del Tratado de la Triple Alianza y de la guerra del Paraguay y, a causa de ello, debió renunciar a la dirección de El Siglo. Continuó, sin embargo, empleando el periodismo como arma de acción política. 
Fue designado Defensor de Oficio por el Tribunal de Justicia, aplicándose al cargo con verdadera devoción. 
Cuando el país fue llamado a elecciones en 1867 por el gobernador Flores, a fin de restablecer la demorada constitucionalidad de la República, Fernández resultó elegido suplente de Diputado por Salto.
El nuevo presidente General Lorenzo Batlle apenas en posesión de mando, el 1 de marzo de 1868, lo designó Fiscal de Gobierno y Hacienda.
Cuando el gobierno de la época realizó una votación para la reforma de la educación, Fernández estaba en cama enfermo de gravedad, pero consciente de la importancia de su voto se levantó de la cama y concurrió a cumplir con su deber cívico.
La Sociedad de Amigos de la Educación Popular constituida en Montevideo el 18 de septiembre de 1868, lo tuvo entre sus primeros adherentes. Pocos días después moría, y por esta circunstancia al inaugurarse la escuela de la Institución el 29 de agosto de 1869, fue bautizada Escuela Elbio Fernández.